# Albrecht Schirmacher
Albrecht F. Schirmacher (* 15. Februar 1954 in Hannover) ist ein deutscher Wirtschaftsjournalist und Herausgeber.

## Leben
Schirmacher studierte Volkswirtschaft und Moderne Geschichte an der Universität Hamburg und an der Universität St Andrews, Schottland. Nach Stationen beim Hamburger Abendblatt, bei der Neuen Presse (Hannover), Capital und der Börsen-Zeitung wechselte er 1990 als Chefredakteur und Geschäftsführer zum Platow Brief in Frankfurt am Main.
Seit 1999 ist er Herausgeber und Chefredakteur der Informationsdienste im Hause Springer Science+Business Media. Dazu zählt vor allem der Platow Brief. Zudem gehörte er bis März 2013 der Geschäftsführung der Springer Fachmedien Wiesbaden GmbH an. Im März 2013 übernahm Schirmacher den Platow Brief im Rahmen eines Management-Buyouts. Schirmacher ist verheiratet und hat vier Kinder.

## Schriften
- „Geldanlage für Gewinner – Trotz Krise profitieren“, Gabler 2001, ISBN 3409119256
- „Die Anlagestrategien der Kapitalmarkt-Elite. Chancen nutzen – Risiken managen“, Gabler 2006, ISBN 3834903973